# Tarcisio Isao Kikuchi
Tarcisio Isao Kikuchi S.V.D. (Ivate prefektúra, 1958. november 1. –) japán római katolikus pap, a Tokiói főegyházmegye érseke, a Nemzetközi Karitász elnöke, bíboros.

## Életrajz
Tarcisio Isao Kikuchi 1958. november 1-jén született Iwatéban. Japánban készült a papságra, és 1985-ben letette fogadalmát az Isteni Ige Társasága tagjaként. 1986. március 15-én szentelték pappá. További tanulmányokat folytatott a melbourne-i Szent Szív Lelki Intézetben.
1986-tól 1992-ig misszionáriusként dolgozott Ghánában, az Accrai főegyházmegyében és a Koforidua egyházmegyében, vidéki plébánosként. Visszatért Japánba, és egy évig formátorként, a novíciusok alprefektusaként és hivatásokért felelős igazgatóként, majd 1994-től 1999-ig a rend tartományi tanácsosaként szolgálta rendjét, több további feladatot is vállalva. 1994-től kezdve a Nanzan Egyetemen is tanítani kezdett, és tagja lett a Japán Püspöki Konferencia Nemzetközi Segélyezési Bizottságának. 1996-ban lett rendje Igazságosság és Béke Ázsiáért felelős irodájának koordinátora. 1998-ban a Caritas Japan tagja lett, és 1998-ban kezdte képviselni a japán püspököket a nemzetközi konferenciákon.
1999 és 2004 között a Caritas Japan ügyvezető igazgatója volt, miután az 1990-es években a bukavui menekülttáborban (akkor Zaire-ben, ma a Kongói Demokratikus Köztársaságban) önkéntesként szerzett tapasztalatokat a szervezetnél. Kikuchit 1999-ben megválasztották rendje japán tartományának tartományfőnökévé, majd 2002-ben egy második hároméves ciklusra is megválasztották. Ugyanebben az évben tagja lett a Nagojai egyházmegye állandó papnevelő bizottságának.
II. János Pál pápa 2004. április 29-én kinevezte őt a Niigatai egyházmegye püspökévé. Püspökké szentelte szeptember 20-án a niigitai Salle de Seishin leánygimnáziumban Peter Takeo Okada tokiói érsek, Rafael Masahiro Umemura yokohamai és Marcellino Taiji Tani saitamai püspök társszentelésével. Jelmondatául a Vatietate Unitas (Egység a sokféleségben) választotta.
2014. szeptember 13-án Ferenc pápa a Népek Evangelizálása Kongregáció tagjává nevezte ki.
2017-ben részt vett Takayama Ukon boldoggá avatásán Oszakában, és a néhai szamurájt „mindenki számára példaképnek” javasolta, mivel „lemondott a kiváltságokról és a gazdagságról a hitért.”
Ferenc pápa 2017. október 25-én nevezte ki Kikuchit a Tokiói főegyházmegye érsekévé, beiktatására 2017. december 16-án került sor.
Tagja volt a Nemzetközi Karitász Képviselői Tanácsának, 2011 és 2019 között pedig az Ázsiai Karitász vezetője volt. 2023. május 15-én Kikuchit négy évre megválasztották a Nemzetközi Karitász elnökévé.
2021 nyarán, amikor Japánban a Covid-19 világjárvány miatt már a negyedik rendkívüli állapotot hirdették ki, Kikuchi lemondta azokat a terveket, hogy egyházközségei a 2020-as olimpiai és paralimpiai játékok résztvevőinek és kísérő személyzetének szolgálatot biztosítsanak. Bejelentette, hogy a játékok miatt Tokióba látogatókat „arra kérik, hogy tartózkodjanak a templomok látogatásától.”
Kikuchi a Japán Püspöki Konferencia elnöke és az Ázsiai Püspöki Konferenciák Szövetségének főtitkára.
2024. október 6-án Ferenc pápa bejelentette, hogy december 8-án bíborossá kívánja kreálni Kikuchit, ezt az időpontot később december 7-re módosították. Kikuchi dicsérte Ferenc pápát „ezért a szimbolikus gesztusért, hogy számos bíborost nevez ki Ázsia kihívást jelentő missziós területeiről.”
Ferenc pápa a 2024. december 7-i konzisztóriumon bíborossá kreálta, címtemplomául a San Giovanni Leonardi-templomot jelölte ki.

## Álláspontok

### Észak-Korea
Kikuchi határozottan kiállt a párbeszéd mellett Észak-Korea nukleáris programjával és az Amerikai Egyesült Államokkal kialakult diplomáciai válsággal kapcsolatban. 2017 augusztusában reményét fejezte ki, hogy a japán kormány „olyan párbeszédet kezdeményez, amely a válságban érintett összes oldalt bevonja a diplomáciai megoldás megtalálása érdekében.”
Azt is kijelentette, hogy a párbeszéd továbbra is „az egyetlen megoldás a békés egymás mellett élésre Ázsia ezen részén.” Azzal is vádolta az „új politikai vezetőket”, hogy saját politikai céljaikra használják ki a konfrontációt, és újbóli tárgyalásokra szólított fel.

### Evangelizáció
Kikuchi támogatja a missziós és evangelizációs erőfeszítéseket. Megerősíti, hogy létfontosságú „az evangélium vetése és tanúságtétele a mai társadalomban”, bár elgondolkodik azon, hogy „hol és hogyan evangelizáljunk” a közösségben. Kikuchi azzal folytatja, hogy „rajtunk múlik, hogy hirdessük és tanúságot tegyünk az evangélium öröméről a mai emberiségnek. Krisztus kegyelme támogat minket és vezet minket ezen az úton”, hogy elvigyük az Ő üzenetét másoknak.
Kikuchi Fernando Filoni bíboros 2017. szeptemberi japán látogatása során beszélt az evangelizációról, és reményét fejezte ki, hogy a hívek evangelizációs erőfeszítései „alázatosak”, de bátrak és közvetlenek lesznek.

### A környezet
Kikuchi határozottan kiáll a környezetvédelem mellett, és az Asia News számára írt egy cikket a pápa Laudato si’ kezdetű enciklikájának támogatására. A püspök a cikkben azt mondta, hogy minden kereszténynek szerepe van a környezet védelmében és fejlesztésében, az erőforrások megfelelő elosztásával egyenlő szinten. Továbbá azt állította, hogy „cselekednünk kell a jövő nemzedékek életének védelme érdekében”, ha a „környezet pusztulása” ellenőrizetlenül és túl messzire megy. Kifejtette továbbá, hogy az enciklika „szilárd alapot” nyújt, amelyre építve elkötelezhetjük magunkat a környezetvédelem és az aktivizmus mellett.

### LMBT
Kikuchi ajánlotta és hozzájárul az LMBT és a kereszténység című, az LMBT jogokat támogató kötethez, amelyet Aika Taira, a japán United Church of Christ meleg lelkésze felügyelt. A könyvet a Katolikus HIV/AIDS Desk népszerűsítette, egy olyan szervezet, amely a Japán Püspöki Konferencia támogatásával egészségügyi tájékoztatást nyújt és küzd az LMBT-ellenes diszkrimináció ellen.